# Ulidia erythrophthalma
Ulidia erythrophthalma är en tvåvingeart som beskrevs av Johann Wilhelm Meigen 1826. Ulidia erythrophthalma ingår i släktet Ulidia och familjen fläckflugor. Inga underarter finns listade i Catalogue of Life.